# Gljev
Gljev falu Horvátországban Split-Dalmácia megyében. Közigazgatásilag Sinjhez tartozik.

## Fekvése
Splittől légvonalban 36, közúton 48 km-re északkeletre, községközpontjától 14 km-re északkeletre, a Sinji mező felett, a Cetina folyótól keletre, a Kamešnica-hegység lejtőin, az országhatár mellett fekszik.

## Története
A régészeti leletek tanúsága szerint már ősidőktől fogva lakott volt. A legősibb itt élő ismert nép az illírek egyik törzse a dalmátok voltak. Jelenlétükről a Gljev határában található erődített település maradványai tanúskodnak. A rómaiak a 6 és 9 között zajlott utolsó nagy dalmát felkelés leverését követően szilárdították meg hatalmukat a térségben. A település határában kisebb késő ókori erődítmény maradványai találhatók, mely a népvándorlás idején védte sikertelenül a Dalmatiát övező római limest. A horvátok ősei az avarokkal egy időben, a 7. század elején telepedtek le a Cetina mentén. A kereszténység felvételéről a közeli Gala területén talált és a Cetinai területi múzeumban őrzött 7. századi, a szentélyt a hívektől elválasztó faragott kőtábla tanúskodik. A középkori horvát állam megalapítása után területe a Cetinai zsupánsághoz, majd az azonos nevű grófsághoz tartozott. A cetinai grófok közül említésre méltók a Nepilićek, akik 1344 és 1435 között birtokolták e területet. Ebből a korból származnak az elsősorban Gljev területén található középkori sírkövek. A Cetina felső folyásának környéke először 1513-ban került török kézre, majd Sinj várának 1536-os eleste után szilárdult meg a török uralom, mely 1686-ig Sinj felszabadításáig tartott. A török uralom idején a horvát lakosság fokozatosan kipusztult. A török felett 1715-ben Sinjnél aratott nagy győzelem, majd az 1718-as  pozsareváci béke véget vetett az állandó török veszélynek. A kipusztult lakosság pótlására a velencei hatóságok irányításával és rámai ferences szerzetesek vezetésével Boszniából és Hercegovinából keresztény lakosság érkezett. A hívek kezdetben az otoki plébániához tartoztak, majd 1830-ban megalapították a galai plébániát, melyhez Gljevet is hozzá csatolták. A velencei uralomnak 1797-ben vége szakadt és osztrák csapatok vonultak be a településre. 1806-ban az osztrákokat legyőző franciák uralma alá került, de Napóleon lipcsei veresége után 1813-ban újra az osztrákoké lett. A Habsburg uralom 1918-ig tartott. 1903-ban megnyílt Obrovac település alapiskolája, mely 1960-ban területi iskola lett, ahova Obrovacon kívül a szomszédos Bajagić, Gala és Gljev gyermekei is jártak. 1918-ban az új szerb-horvát-szlovén állam, majd később Jugoszlávia részévé vált. 1857-ben 357, 1910-ben 733 lakosa volt. A második világháború idején a Független Horvát Állam része volt. A háború után a szocialista Jugoszlávia része lett. A település 1991-től a független Horvátországhoz tartozik. 2011-ben 326 lakosa volt, akik főként mezőgazdaságból és állattenyésztésből éltek, valamint a közeli városokban dolgoztak. Egyházilag a galai plébániához tartoznak.

## Lakosság
| Lakosság változása | Lakosság változása | Lakosság változása | Lakosság változása | Lakosság változása | Lakosság változása | Lakosság változása | Lakosság változása | Lakosság változása | Lakosság változása | Lakosság változása | Lakosság változása | Lakosság változása | Lakosság változása | Lakosság változása | Lakosság változása |
| ------------------ | ------------------ | ------------------ | ------------------ | ------------------ | ------------------ | ------------------ | ------------------ | ------------------ | ------------------ | ------------------ | ------------------ | ------------------ | ------------------ | ------------------ | ------------------ |
| 1857               | 1869               | 1880               | 1890               | 1900               | 1910               | 1921               | 1931               | 1948               | 1953               | 1961               | 1971               | 1981               | 1991               | 2001               | 2011               |
| 357                | 420                | 425                | 519                | 631                | 733                | 679                | 698                | 694                | 683                | 713                | 669                | 637                | 562                | 363                | 326                |

## Nevezetességei
- Szent Jeromos tiszteletére szentelt római katolikus templomát 1907-ben építették a 18. század első felében épített régi templom helyére. Egyhajós épület négyszögletes apszissal, homlokzata felett új, pengefalú harangtoronnyal, melyben három harang található. A homlokzat közepén kő rozetta, a bejárati oldalon szűk kis félköríves ablakocska látható. Az oltár helyben bányászott kőből épült, rajta a szent szobrával. A diadalívnél áll Szent Péter apostol szobra. A templomban egy régi feszület is található. Az épület belsejét nemrég újították fel, bevezették az áramot, az automatikus harangozást, a hangosítást, új padokat helyeztek el, a keresztutat pedig a lorettói nővérek spliti kápolnájából hozták át. A templom mellett az 1980-as években Mile Marović atya idejében hittantermet építettek. A templom körül temető található, melynek kerítését 1975-ben építették. A temetőben még látható néhány késő középkori sírkő. A temetőm kívül, a bejárattól mintegy húsz méterre nyugatra egy kis méretű, történelem előtti halomsír látható rajta késő középkori sírkővel. A régészeti lelőhely és a templom kulturális védelem alatt áll.[3]
- A település híres népszokásairól és népi hagyományairól is.